# Lakton
Laktóni so ciklični estri hidroksikarboksilnih kislin, ki vsebujejo 1-oksacikloalkan-2-onsko strukturo ali podobne analoge z nenasičenimi alkilnimi vezmi ali s heteroatomi namesto enega ali več atomov ogljika v obroču.
Laktoni nastanejo z intramolekularnim estrenjem ustrezne hidroksikarboksilne kisline, ki poteka spontano, ko je nastali obroč pet- ali šestčlenski. Tri- ali štiričlenski laktoni (α-laktoni in β-laktoni) so zelo reaktivni, zaradi česar je njihova izolacija otežena. Običajno so za te laktone in tiste nad šestimi členi potrebne posebne metode laboratorijske sinteze.

## Primeri
- β-propiolakton
- γ-butirolakton (GBL)
- D-glukono-δ-lakton (E575)
- ε-kaprolakton

- Makrolidi
- Kavalaktoni

### Dilaktoni
- Elagična kislina (dilakton heksahidroksidifenojske kisline)
- Dilakton flavogalonojske kisline je mogoče najti v semenih Rhynchosia volubilis in Shorea laeviforia
- Laktid
- Dilakton tergalične kisline je mogoče najti v semenih Rhynchosia volubilis
- Dilakton valoneinske kisline se lahko izolira iz stržena Shorea laeviforia